# Claudia Alexander
Claudia Alexander (Vancouver, 30 maggio 1959 – Arcadia, 11 luglio 2015) è stata una geofisica statunitense nata in Canada, ricercatrice specializzata in scienze planetarie. Ha lavorato per l'United States Geological Survey e per il Jet Propulsion Laboratory della NASA, ultima project manager della missione Galileo della NASA su Giove e project manager e scienziata di ruolo della NASA nella missione Rosetta, guidata dall'Agenzia spaziale europea per studiare la cometa Churyumov-Gerasimenko.

## Biografia

### Infanzia
Alexander nacque a Vancouver, nella Columbia Britannica, Canada, figlia di Gaynelle Justena Williams Alexander (1929-2017), bibliotecaria aziendale per Intel e Harold Alfred Alexander (1917-2010), assistente sociale. Ebbe due fratelli, Suzanne e David. Alexander venne cresciuta da sua madre a Santa Clara, in California.
Desiderava fare la giornalista, ma i suoi genitori volevano che diventasse ingegnera. Dopo un lavoro estivo presso l'Ames Research Center, sebbene fosse stata assunta per lavorare nella sezione di ingegneria, si interessò alla scienza planetaria, spostandosi nella sezione di scienze. Qui scoprì che non era solo brava nel lavoro, ma che era più facile e divertente per lei di quanto si aspettasse.

### Educazione
Nel 1983 Alexander conseguì una laurea in geofisica presso l'Università della California - Berkeley che pensava sarebbe stata un buon background per una scienziata planetaria. In seguito ottenne un master in geofisica e fisica spaziale nel 1985, presso l'Università della California, Los Angeles. Per la tesi del master, per studiare le variazioni del ciclo solare nella radiazione ultravioletta estrema della ionosfera di Venere e la sua interazione con il vento solare, utilizzò i dati di Pioneer Venus Orbiter. Nel 1993, presso l'Università del Michigan, conseguì un ulteriore dottorato di ricerca in Scienze atmosferiche, oceaniche e spaziali, specializzandosi in fisica del plasma spaziale.

### Vita privata
Oltre al suo lavoro in ambito scientifico, Alexander fu appassionata di scrittura; scrisse libri per bambini (tra cui alcune delle serie Windows to Adventure, Quale delle montagne è più grande di tutte? e Windows to the Morning Star), libri di fantascienza e fece parte dell'associazione Romance Writers of America (RWA). Usò le sue capacità di scrittura per contribuire ad un'altra delle sue passioni, il tennis, assicurando contenuti per il blog di tennis Bleacher Report. Tra le altre passioni, viaggiare e andare a cavallo.
Claudia Alexander è morta ad Arcadia l'11 luglio 2015, all'età di 56 anni, per una battaglia contro il cancro al seno dopo dieci anni. Venne sepolta all'Oak Hill Memorial Park di San Jose, in California.

## Carriera
Prima di trasferirsi al Jet Propulsion Laboratory della NASA nel 1986, Alexander lavorò presso lo United States Geological Survey (USGS) studiando la tettonica delle placche e presso il Centro di ricerca Ames osservando le lune gioviane. Fu coordinatrice scientifica per lo strumento ad onde al plasma a bordo della sonda Galileo, prima di diventare il responsabile del progetto della missione nella sua fase finale. La missione scoprì 21 nuove lune di Giove e la presenza di un'atmosfera su Ganimede fino alla conclusione della missione nel 2003. La scoperta dell'atmosfera, più precisamente una "esosfera legata alla superficie", indusse gli scienziati a ripensare alle loro supposizioni che Ganimede fosse una luna inattiva.
Alexander lavorò come ricercatrice su diversi argomenti, tra cui: l'evoluzione e la fisica interna delle comete, Giove e le sue lune, magnetosfere, tettonica a placche, plasma spaziale, le discontinuità e l'espansione del vento solare e il pianeta Venere. Fu inoltre coordinatrice scientifica della missione Cassini su Saturno. Ha scritto o co-autrice di quattordici articoli.
Forte sostenitrice delle donne e delle minoranze nei settori STEM, era un'appassionata comunicatrice scientifica. Nell'aprile 2015, fece una presentazione TEDx al Columbia College di Chicago, intitolata "The Compelling Nature of Locomotion and the Strange Case of Childhood Education", dando una dimostrazione del suo approccio nell'educare i bambini alla scienza. Aiutò i giovani, in particolare le ragazze di colore, incoraggiando la loro passione per la scienza.
Dal 2000 e fino al momento della sua morte, Alexander fu una degli scienziati di ruolo della NASA nel progetto Rosetta, la missione dell'Agenzia spaziale europea per studiare e atterrare sulla cometa 67P Churyumov-Gerasimenko. Durante la missione, responsabile della strumentazione del valore di 35 milioni di dollari, raccolse dati (tra i quali la temperatura) da tre strumenti sull'orbiter, supervisionò il monitoraggio e il supporto alla navigazione dal Deep Space Network della NASA per il veicolo spaziale.

## Premi e riconoscimenti
- Nell'anno della sua laurea presso l'Università del Michigan venne nominata "UM Woman of the Year in Human Relations", e nel 2002 vinse l'Atmospheric, Oceanic and Space Sciences Alumni Merit Award[6].
- Nel 2003, Alexander venne insignita dellEmerald Honour for Women of Color in Research & Engineering da parte del Career Communications Group, Inc., editore di Black Engineer - Information Technology Magazine, alla National Women of Color Research Sciences and Technology Conference[15]
- A suo nome, dal 2007, presso il College of Engineering dell'Università del Michigan, venne istituita la borsa di studio Claudia Alexander per studenti universitari[6]. La borsa di studio supporta gli studenti a specializzarsi in scienze del clima, dello spazio e ingegneria[16].
- Alexander fu presidente del sottocomitato per la diversità dell'American Geophysical Union[17] e dell'Association for Women Geoscientists, dove venne nominata "Woman of the Year"[7][9]
- Nel 2015 gli scienziati della missione Rosetta dell'Agenzia spaziale europea hanno onorato la loro collega deceduta dando il suo nome ad una caratteristica della cometa 67P Churyumov-Gerasimenko simile ad un cancello, che fu chiamata "Claudia Alexander Gate"[18].